# 장수 용암사
용암사(龍巖祠)는 대한민국 전북특별자치도 장수군 천천면 춘송리에 있는 건축물이다. 2015년 6월 3일 장수군의 향토문화유산 제5호로 지정되었다.

## 개요
용암사는 1818년(순조18년)에 창건되어 1871년 서원 철폐령에 의해 훼철되었으나 1946년에 복설하였다. 용암사는 안성을 주벽으로 하여 양성린, 김영갑, 한인기의 위패를 봉안한 건물이다.

## 같이 보기
- 용암서원